# Phytilea propera
Phytilea propera là một loài bọ cánh cứng trong họ Scraptiidae. Loài này được Broun miêu tả khoa học năm 1893.